# Жамбылский район (Алматинская область)
Жамбылский район (каз. Жамбыл ауданы) — административная единица на юго-западе Алматинской области Казахстана. Административный центр — село Узынагаш.

## География
Рельеф южной части территории горный (западные отроги Заилийского Алатау, восточные отроги Чу-Илийских гор), на севере равнинный (плато Бозой, долина Караой). Разведаны запасы цветных металлов, известняка, строительных материалов и др. Климат континентальный: средние температуры января на севере −12°С, на юге −8°С; июля на юге +20°С, на севере +25°С. Среднегодовое количество осадков от 200—300 мм на равнине до 500 мм в горной части. По территории района протекают реки: Карагалы, Узынагаш, Каракастек, Жаманты, Балажан, Актерек, Ыргайты и другие, воды которых используются для орошения пашен, обводнения пастбищ. Почвы лугово-чернозёмные, тёмно-каштановые, каштановые, серозёмные, большей частью солонцеватые. Произрастают полынь, ковыль, таволга, изень, в песках саксаул и другие. Обитают косуля, сайгак, архар, волк, лисица, заяц, барсук.

## История
Район был образован в 1928 году. Первоначально носил название Кастекский район. В 1939 году был переименован в честь Джамбула Джабаева в Джамбулский район. 4 мая 1993 года Постановлением Президиума Верховного Совета Казахстана транскрипция названия Джамбулского района на русском языке была изменена на Жамбылский район.
Во избежание путаницы с другими одноимёнными районами общественниками предлагается вернуть историческое название — Кастекский район.

## Население
Национальный состав (на начало 2019 года):
- казахи — 142 196 чел. (85,48 %)
- русские — 11 437 чел. (6,88 %)
- уйгуры — 4308 чел. (2,59 %)
- турки — 2514 чел. (1,51 %)
- азербайджанцы — 1208 чел. (0,73 %)
- татары — 693 чел. (0,42 %)
- немцы — 505 чел. (0,30 %)
- узбеки — 494 чел. (0,30 %)
- чеченцы — 407 чел. (0,24 %)
- киргизы — 420 чел. (0,25 %)
- курды — 380 чел. (0,23 %)
- корейцы — 189 чел. (0,11 %)
- украинцы — 83 чел. (0,05 %)
- другие — 1513 чел. (0,91 %)
- Всего — 166 347 чел. (100,00 %)

## Административно-территориальное деление
Административно-территориальное деление района:
| Сельский округ/город                | Население, чел. (2009) | Населённые пункты |
| ----------------------------------- | ---------------------- | --- |
| Узынагашский сельский округ         | 33121                  | село Жанакурылыс, село Узынагаш, село Ынтымак                                                                         |
| Айдарлинский сельский округ         | 1251                   | село Айдарлы |
| Аккайнарский сельский округ         | 2754                   | село Аккайнар |
| Аксенгирский сельский округ         | 3381                   | село Аксенгир, село Жайсан, село Жиренайгыр, село Кокдала                                                             |
| Актерекский сельский округ          | 3408                   | село Актерек, село Архарлы                                                                                            |
| Бериктасский сельский округ         | 2231                   | село Бериктас |
| Бозойский сельский округ            | 466                    | село Бозой |
| Дегересский сельский округ          | 3574                   | село Бесмойнак, село Булак, село Дегерес, село Караарша, село Сункар                                                  |
| Жамбылский сельский округ           | 4393                   | село Жамбыл, село Бирлик, село Кызыласкер, село Сауырык батыра                                                        |
| Каракастекский сельский округ       | 4175                   | село Бурган, село Каракастек, село Ушбулак                                                                            |
| Карасуский сельский округ           | 3967                   | село Енбекшиарал, село Кайназар, село Карасай, село Кызылсок, село Сарыбай би                                         |
| сельский округ Матибулак            | 4156                   | село Танбалытас, село Еспе, село Жайлау, село Жартас, село Карабастау, село Кызылтан, село Матибулак, село Шилибастау |
| Мынбаевский сельский округ          | 3305                   | село Мынбаево |
| Самсинский сельский округ           | 2980                   | село Копа, село Самсы, село Таргап                                                                                    |
| Сарытаукумский сельский округ       | 340                    | село Ащису |
| Талапский сельский округ            | 2627                   | село Кастек, село Суранши батыр                                                                                       |
| Таранский сельский округ            | 2078                   | село им. Балгабека Кыдырбекулы                                                                                        |
| Темиржолский сельский округ         | 4722                   | станция Казыбек бека                                                                                                  |
| Ульгулинский сельский округ         | 1367                   | село Каншенгел, село Ульгили, станция Саз                                                                             |
| Улькенская поселковая администрация | 1682                   | поселок Улькен |
| Унгуртасский сельский округ         | 3826                   | село Акдала, село Коккайнар, село Сарыбастау, село Унгуртас                                                           |
| Каргалинский сельский округ         | 20114                  | село Каргалы |
| Шиенский сельский округ             | 2140                   | село Когамшыл, село Шиен                                                                                              |
| Шолаккаргалинский сельский округ    | 5541                   | село Касымбек, село Умбеталы Карибаева, село Шолаккаргалы                                                             |

## Экономика
В районе около 40 промышленных предприятий Наиболее крупные:
- ТОО «Жартас»,
- АО «Каргалы»  - основано в 1910 году, имеет мощности для производства аппаратной пряжи, шерстяных тканей, ковров ручной работы, промывки шерсти. За год предприятием производится товарной продукции примерно на 150,0 млн.тенге.
- Щебёночный завод производительностью 400 тыс.м? щебня в год.
- Цех минерального порошка – 30 тыс.тн./год.
- Цех баритового концентрата – 25 тыс.тн./год.
- Асфальтобетонный завод – 60 тыс.тн./год.
- ТОО «Руби Роз Агрикол» образовано в 1998 году, на базе ранее бездействующей птицефабрики «Степная», за счёт инвестиций иностранной компании «Руби Роз Агрикол». Общая сумма инвестиций составляет более 10 млн. долларов США, создано 400 рабочих мест.
- В 2002 году запущен птицеводческий комплекс в с.Жайсан с общей суммой инвестиций 186,0 млн.тенге. Также запущено 3 цеха в селах Карасу, Шиен и Каракастек.
- В мае 2003 года произведён запуск Узынагашского молзавода, мощность переработки которого составляет 30 тонн молока в сутки.

И другие по выпуску шерстяных тканей, муки, строительных материалов и др. Специализация сельского хозяйства — орошаемое и богарное земледелие и животноводство. Выращивают зерновые культуры, сахарную свеклу, овощи, картофель, многолетние травы. Разводят крупный рогатый скот, овец и коз, лошадей и птиц.
По территории района проходят железная дорога (железнодорожные станции Узынагаш, Шилюастау, Копа) и автомобильная дорога Алма-Ата — Бишкек.
В районе 1632 субъектов малого бизнеса. В этой отрасли занято более 3000 человек. В доход бюджета от деятельности субъектов малого бизнеса поступает около 90 млн.тенге.
30 декабря 2024 года было принято решение о районе строительства ядерной установки «Атомная электрическая станция» – Жамбылский район Алматинской области.

## Главы
1. Баяманов Сыдык (2001—2006);
2. Мусаханов, Ансар Турсунканович (12.2006—11.2007);
3. Турлашов, Ляззат Махатович (2007—2009);
4. Бигельдиев, Махаббат Садвакасович (2009—2012);
5. Далабаев, Жандарбек Ермекович (2012—2013);
6. Бигельдиев, Махаббат Садвакасович (06.2013—08.2014);
7. Далабаев, Жандарбек Ермекович (08.2014—05.2018);
8. Алиев, Багдат Байшалович (05.2018—15.05.2021);
9. Ертас, Нурлан Ертасулы (с 15.05.2021 года по нынешнее время)